# Остраудерфен
Остраудерфен (нім. Ostrhauderfehn) — сільська громада в Німеччині, розташована в землі Нижня Саксонія. Входить до складу району Лер.
Площа — 51,00 км2. Населення становить 11 458 ос. (станом на 31 грудня 2021).